# Navy One

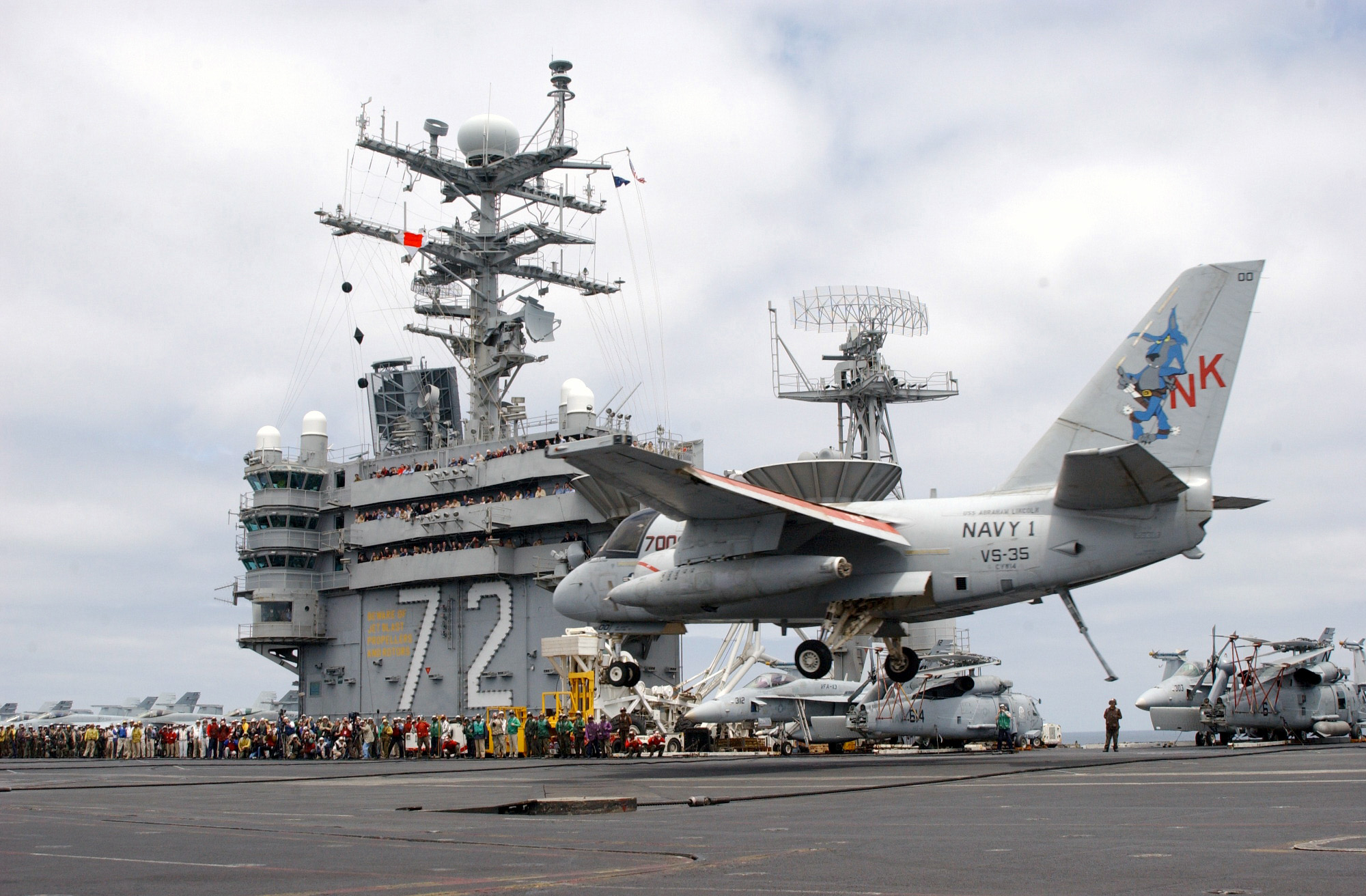
Navy One landt op de USS Abraham Lincoln met aan boord president George W. Bush

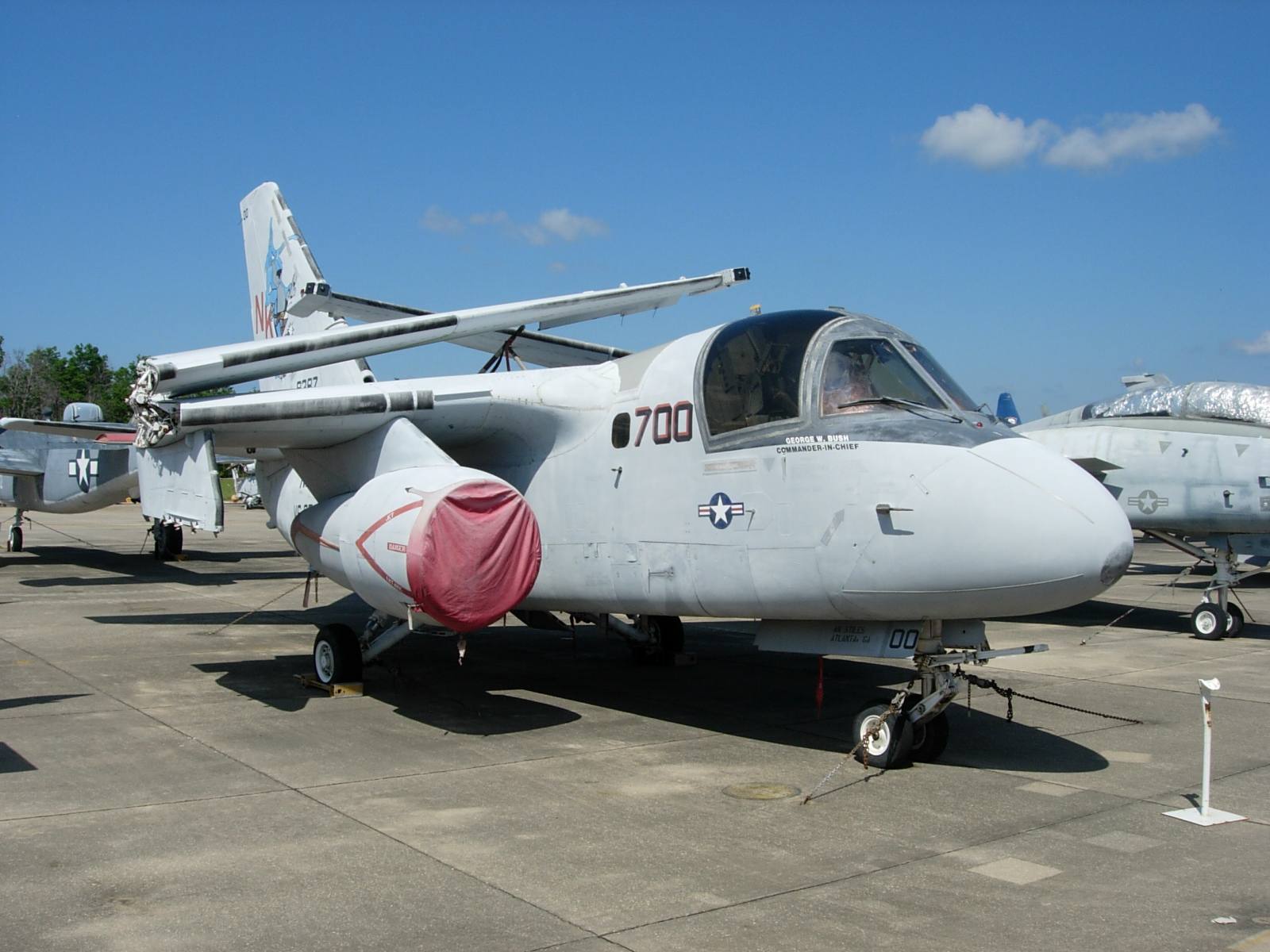
S-3B Viking "Navy One" in het National Naval Aviation Museum

Navy One is het callsign van een vliegtuig van de United States Navy met de president van de Verenigde Staten aan boord. Tot nu toe is er maar een toestel geweest met die aanduiding: een S-3 Viking van de "Blue Wolves" van VS-35 vervoerde op 1 mei 2003 president George W. Bush naar het vliegdekschip USS Abraham Lincoln dat op dat moment voor de kust van San Diego in Californië lag.
Deze S-3 werd op 17 juli van hetzelfde jaar buiten dienst gesteld en tentoongesteld in het National Museum of Naval Aviation in Pensacola:
Een vliegtuig van de US Navy met aan boord de vicepresident van de Verenigde Staten zou het callsign Navy Two krijgen. Tot op heden is dit nog niet gebeurd.

Army One ·

Air Force One ·

Navy One ·

Marine One ·

Coast Guard One ·

Executive One